# Srednja Gora
Srednja Gora falu Horvátországban, Lika-Zengg megyében. Közigazgatásilag Udbinához tartozik.

## Fekvése
Korenicától légvonalban 26 km-re, közúton 41 km-re délre, községközpontjától légvonalban 8 km-re, közúton 13 km-re délnyugatra, a Korbavamező nyugati szélén, a Likai-középhegység lábánál fekszik.

## Története
Srednja Gorát már 1330-ban említik. A falu területén ma is láthatók egy nagyobb épület és egy erős vár maradványai, amelyeket a középkorban itt birtokos családok építettek. Középkori templomának alapfalait is megtalálták, melynek egyik sírkövén, amelyet egy bizonyos Dragunićnak állítottak aki földet adományozott a templom javára az 1489-es évszám látható. A török 1527-ben foglalta el az itteni várat, melyben őrséget helyezett el. A falu horvát lakossága elmenekült. A török korban a vár körül egy kisebb erődített település fejlődött ki, melynek egy 1577-es feljegyzés szerint lakói szerbek és muzulmánok voltak. Az 1685 és 1699 között dúlt osztrák-török háború során lakossága elmenekült. Betelepítése 1698-ban kezdődött meg. Első lakói Brlog és Kosinj környékéről érkezett határőrök voltak, akik a vár őrségét alkották. Lakossága már szerepel az 1712-es összeírásban is. A falunak 1857-ben 723, 1910-ben 683 lakosa volt. A trianoni békeszerződés előtt Lika-Korbava vármegye Udbinai járásához tartozott. Ezt követően előbb a Szerb-Horvát-Szlovén Királyság, majd Jugoszlávia része lett. 1991-ben teljes lakossága szerb nemzetiségű volt. A falunak 2011-ben 25 lakosa volt.

## Lakosság
| Lakosság változása | Lakosság változása | Lakosság változása | Lakosság változása | Lakosság változása | Lakosság változása | Lakosság változása | Lakosság változása | Lakosság változása | Lakosság változása | Lakosság változása | Lakosság változása | Lakosság változása | Lakosság változása | Lakosság változása | Lakosság változása |
| ------------------ | ------------------ | ------------------ | ------------------ | ------------------ | ------------------ | ------------------ | ------------------ | ------------------ | ------------------ | ------------------ | ------------------ | ------------------ | ------------------ | ------------------ | ------------------ |
| 1857               | 1869               | 1880               | 1890               | 1900               | 1910               | 1921               | 1931               | 1948               | 1953               | 1961               | 1971               | 1981               | 1991               | 2001               | 2011               |
| 723                | 737                | 691                | 726                | 761                | 683                | 708                | 657                | 445                | 404                | 384                | 256                | 156                | 115                | 27                 | 25                 |

## Nevezetességei
A Legszentebb Istenanya Születése tiszteletére szentelt szerb pravoszláv temploma 1871-ben épült. A második világháború után lebontották.